# Francis Turner
Francis John Turner (Auckland, 10 april 1904 - 21 december 1985) was een Nieuw-Zeelands geoloog.

## Biografie
Francis Turner werd geboren in Auckland, Nieuw-Zeeland op 10 april 1904 als een van vier zoons van Joseph Hurst Turner en Gertrude Kingcome Reid. Zijn vader stierf toen Francis pas negen jaar oud was en zijn moeder moest de opvoeding van haar vier zoons op zich nemen. In 1921 kon Francis Turner dankzij een studiebeurs een studie geologie aanvangen aan het Auckland University College. In 1925 behaalde hij zijn MSc.